# Paul E. Patton
Paul Edward Patton, född 26 maj 1937 i Lawrence County, Kentucky, är en amerikansk demokratisk politiker. Han var Kentuckys guvernör 1995–2003.
Patton utexaminerades 1959 från University of Kentucky. I 20 år var han verksam som affärsman inom kolbranschen. Han var delegat från Kentucky till demokraternas konvent åren 1972, 1996 och 2000.
Patton tillträdde 1991 som Kentuckys viceguvernör. År 1995 efterträdde han sedan Brereton Jones som guvernör och efterträddes 2003 i guvernörsämbetet av Ernie Fletcher.